# إرون آديرز
 إرون آديرز  (بالألمانية:  Erwin Aders) 1881 – 1974 كان كبير المصممين الألمان لشركة هنشل الألمانية خلال الحرب العالمية الثانية فقاد تصميم دبابة تايغر 1 و تايغر 2.